# 1800 na ciência

## Eventos
- Alessandro Volta inventa a primeira Pilha de Volta, fundando assim a disciplina de eletroquímica.[1]

## Nascimentos
| Data            | Nome                         | Profissão                     | Nacionalidade                         | Observações                                        | Ref               |
| --------------- | ---------------------------- | ----------------------------- | ------------------------------------- | -------------------------------------------------- | ----------------- |
| 11 de fevereiro | William Henry Fox Talbot     | escritor e cientista          | Reino Unido da Grã-Bretanha e Irlanda | m. 1877 Medalha Real 1838 Medalha Rumford 1842     | [ 2 ] [ 3 ]       |
| 12 de fevereiro | John Edward Gray             | zoologista                    | Reino Unido da Grã-Bretanha e Irlanda | m. 1875                                            |                   |
| 23 de fevereiro | William Jardine              | naturalista                   | Reino Unido da Grã-Bretanha e Irlanda | m. 1874                                            |                   |
| 3 de março      | Heinrich Georg Bronn         | geólogo e paleontólogo        | Sacro Império Romano-Germânico        | m. 1862 Medalha Wollaston 1861                     | [ 4 ]             |
| 14 de março     | James Bogardus               | arquiteto e inventor          | Estados Unidos                        | m. 1874                                            |                   |
| 18 de março     | Claude Gay                   | botânico e naturalista        | França                                | m. 1873                                            |                   |
| 28 de março     | Johann Georg Wagler          | Herpetólogo                   | Sacro Império Romano-Germânico        | m. 1832                                            |                   |
| 15 de abril     | James Clark Ross             | explorador                    | Reino Unido da Grã-Bretanha e Irlanda | m. 1862                                            |                   |
| 14 de junho     | Jean-Baptiste Dumas          | químico e político            | França                                | m. 1884 Medalha Copley 1843 Prémio Faraday 1869    | [ 5 ] [ 6 ]       |
| 17 de junho     | William Parsons              | Astrónomo e 3º Conde de Rosse | Reino da Irlanda                      | m. 1867 Medalha Real 1851                          | [ 7 ] [ 2 ]       |
| 31 de julho     | Friedrich Wöhler             | pedagogo e químico alemão     | Sacro Império Romano-Germânico        | m. 1882 Medalha Copley 1872 Medalha Cothenius 1880 | [ 8 ] [ 5 ] [ 9 ] |
| 28 de novembro  | Filipe Folque                | matemático e militar          | Portugal                              | m. 1874                                            |                   |
| 25 de dezembro  | John Phillips                | geólogo e naturalista         | Reino Unido da Grã-Bretanha e Irlanda | m. 1874 Medalha Wollaston 1845                     | [ 4 ]             |
| 29 de dezembro  | Charles Goodyear             | inventor                      | Estados Unidos                        | m. 1860                                            |                   |
| ??              | Carlos Engler                | médico e naturalista          | Sacro Império Romano-Germânico        | m. 1855                                            |                   |
| ??              | Otto Carl Friedrich Westphal | médico                        | Sacro Império Romano-Germânico        | m. 1879                                            |                   |

## Mortes
| Data | Nome | Profissão | Nacionalidade | Observações | Ref |
| ---- | ---- | --------- | ------------- | ----------- | --- |

## Prémios
Medalha Cothenius
- August Heinrich Ferdinand Gutfeld[10] e Heinrich Cotta[10]

Medalha Copley
- Edward Charles Howard[5]